# Marinos Satsias
Marinos Satsias (in greco: Μαρίνος Σατσιάς; Nicosia, 24 maggio 1978) è un allenatore di calcio ed ex calciatore cipriota di ruolo centrocampista, tecnico del Karmiōtissa.

## Carriera

### Club
Nel 1995 debutta con l'APOEL Nicosia, squadra in cui rimane fino al 2014, quando si ritira.

### Nazionale
Dal 2000 ha ottenuto molte presenze con la maglia della Nazionale cipriota.

## Palmarès

### Club

#### Competizioni nazionali
- Campionato cipriota: 8

APOEL: 1995-1996, 2001-2002, 2003-2004, 2006-2007, 2008-2009, 2010-2011, 2012-2013, 2013-2014
- Coppa di Cipro: 6

APOEL: 1995-1996, 1996-1997, 1998-1999, 2005-2006, 2007-2008, 2013-2014
- Supercoppa di Cipro: 8

APOEL: 1996, 1999, 2002, 2004, 2008, 2009, 2011, 2013